# Gunnar Wieslander
Per Gunnar Cándido Wieslander, född 15 september 1962 i Stockholm, är en svensk sjöofficer (kommendör) och politiker (moderat), som från 29 november 2007 var statssekreterare i Regeringen Reinfeldt, först hos handelsminister Ewa Björling och från oktober 2010 till oktober 2014 hos statsminister Fredrik Reinfeldt.
Gunnar Wieslander växte upp i Spanien. Efter genomgången officershögskola har han tjänstgjort ombord på ubåtar 1984–1994, varit fartygschef 1999–2001 och flottiljchef för 1. ubåtsflottiljen 2006–2007. Han var lärare vid Försvarshögskolan i militärstrategi och säkerhetspolitik 1996–1998 och militärsakkunnig vid Försvarsdepartementet 2003–2006. Han var chef för affärsområde Kockums och ingick i Saabs koncernledning 2015–2020.

## Utmärkelser
- H.M. Konungens medalj i guld av 12:e storleken (2020) för förtjänstfulla insatser inom svensk statsförvaltning och militärväsende.[5]